# Sugito
Sugito (vollständiger Name eventuell Sugito Karman) ist ein indonesischer Offizier. Er gehört zu den Hauptbeschuldigten für das Kirchenmassaker von Suai am 6. September 1999 im damals von Indonesien besetzten Osttimor. Beim Angriff auf die Flüchtlinge, die Schutz in der Kirche Nossa Senhora do Rosario in Suai (Distrikt Cova Lima) gesucht hatten, durch Milizionäre, Polizisten und Soldaten starben bis zu 200 Menschen. Mehrere Frauen, die das Massaker überlebten, wurden zum Militärhauptquartier von Cova Lima gebracht und sexuell missbraucht. Das Massaker war Teil der Operation Donner, einer Vergeltungsaktion der indonesischen Streitkräfte für den Sieg der Unabhängigkeitsbefürworter beim Referendum am 30. August 1999, dessen Ergebnis zwei Tage zuvor bekannt gegeben worden war.
Sugito war zu diesem Zeitpunkt Militärkommandant (Komandan Koramil) von Suai im Range eines First Lieutenant (entspricht dem deutschen Oberleutnant) der Infanterie. Bereits vier Stunden nach der Bekanntgabe des Abstimmungsergebnisses gab es willkürliche Angriffe durch Soldaten und Milizionäre auf die Bewohner der Region. Sugito nahm zumindest an einem Teil der Angriffe persönlich teil. Zeugen sahen ihn in der Nacht zum 6. September an den Brandschatzungen und Plünderungen in Suai teilnehmen.
Den Angriff auf die Kirche überwachte Sugito zusammen mit Distriktschef (Bupati) Herman Sedyono. Zeugen hörten, wie die beiden Männer sagten, dass alle Priester, Männer und Frauen getötet werden sollten. Nach dem Massaker befehligte Sugito eine Gruppe von 31 Soldaten und mehreren Laksaur-Milizionären, die mit Lastwagen 27 Leichen aus der Kirche nach Südalas (Alas Selatan) im indonesischen Westtimor brachten und sie dort begruben. Die Opfer wurden zwei Monate später von der indonesischen Untersuchungskommission für Menschenrechtsverletzungen in Osttimor (KPP-HAM) exhumiert.
Im abschließenden Bericht der KPP-HAM wurde eine strafrechtliche Verfolgung von Sugito empfohlen, wegen Verbrechen gegen die Menschlichkeit im Zusammenhang mit diesem Massaker sowie dem anschließenden Brandschatzen und Plündern der Stadt Suai. Eine Aufforderung zur Zeugenaussage vor der KPP-HAM lehnte Sugito ab. Er gab an, er sei „traumatisiert“ durch das Leid seiner Familie während der Unruhen in Ambon. Im Januar 1999 war es dort zu Kämpfen zwischen Christen und Muslimen gekommen. Eine Verantwortung für das Massaker in Suai stritt Sugito ab. Für das Chaos seien Kämpfe zwischen verschiedenen Fraktionen von Timoresen verantwortlich gewesen. Die Verhandlung gegen Sugito vor dem Menschengerichtshof in Jakarta endete mit einem Freispruch.
Der Milizionär Olivio Mendonça Moruk, der an dem Massaker teilnahm, wurde 2000 in Westtimor von der indonesischen Generalstaatsanwaltschaft angeklagt, doch eine Woche später, am 6. September 2000, durch andere Milizionäre ermordet. Man geht davon aus, dass seine Zeugenaussage im Verfahren Sugito und Herman Sedyono hätten belasten können. Der indonesische Generalstaatsanwalt Marzuki Darusman vermutete daher einen politisch motivierten Mord.